# کوبییه (کروشواتس)
کوبییه (به صربی: Kobilje) یک منطقهٔ مسکونی در صربستان است که در کروشواتس واقع شده‌است. کوبییه ۷۱۰ نفر جمعیت دارد.